# Max Keiser

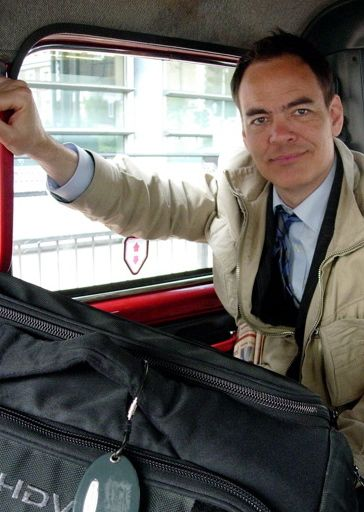
Max Keiser, 2007

Timothy Maxwell Keiser (* 23. Januar 1960 in New Rochelle, N.Y.) ist ein US-amerikanischer Journalist.

## Leben und Werk
Max Keiser wuchs im wohlhabenden New Yorker Viertel Westchester County auf. Als junger Mann verbrachte er seine Zeit auf Konzerten von Punk- und Rapbands im CBGB oder Max’s Kansas City. Er studierte Theater an der New York University. Er arbeitete als Stand-up-Comedian, war als Straßenmagier auf dem Broadway und als Radiomoderator tätig. Mit einem Teilzeitjob bei dem Börsenmakler Paine Webber begann seine Karriere an der Wall Street. Danach arbeitete er an verschiedenen Börsen als Broker. Zusammen mit Michael Raymond Burns gründete er die Hollywood Stock Exchange Holdings, deren Multiplayer-online-Spiel das Wetten auf Kinoerfolge ermöglichte. Keiser verkaufte seine Anteile zur Hochphase der Dotcom-Blase.
Keiser wurde der Öffentlichkeit bekannt durch die Sendung The Oracle with Max Keiser auf BBC World News. Er arbeitete als Moderator für die Fernsehsender Russia Today (beendete aber zum 24. Februar 2022 wegen des russischen Überfalls auf die Ukraine; das Nachfolgeformat zum Keiser Report, welches er zusammen mit seiner Frau Stacy Herbert moderiert, wird seit Ende Juni 2022 unter dem Titel Max & Stacy Report auf YouTube veröffentlicht), Al Jazeera English und publiziert in der The Huffington Post. Er ist Erfinder und Inhaber von US-Patenten, die ein computergestütztes Handelssystem für Derivate beschreiben, welches die Volatilität kleinerer Märkte reduziert.

## Geschäfte
Keiser betreibt mehrere Internetseiten u. a. maxkeiser.com, von der aus er als Vertriebspartner von goldmoney.com Provisionen aus Goldkäufen seiner Leser verdient. Außerdem ist er Gründer von hsx.com, der Hollywood Stock Exchange, mittlerweile eine Untergesellschaft der Investmentgesellschaft Cantor Fitzgerald. Mit der Webseite karmabanque.com entwickelte Keiser ein weiteres Derivate-System, das Short-Positionen empfiehlt. Mit piratemyfilm.com hat Keiser ein Internetangebot für Investitionen in kleine Filmproduktionen. Keisers Londoner Risiko-Investment Firma Heisenberg Capital Ltd. (gegründet 2007) investiert in BitPay, ein Bitcoin-Intermediär.

## Positionen
Keiser gilt als scharfer Kritiker des globalen Finanzsystems. Die Finanzkrise ab 2007 führe zu einer Erosion der Weltmachtstellung der USA. Keiser vertrat zudem die Auffassung, der Dollar verliere spätestens 2018 seine Stellung als Weltleitwährung.

### Buy Silver Crash JP Morgan
Im Rahmen der Finanzkrise startete er u. a. die Kampagne Buy Silver Crash JP Morgan (deutsch: Kauf Silber, treibe die JP Morgan Bank in den Bankrott). Keiser hat dazu auch eine Google-Bombe in der Alex-Jones-Show gestartet. Daraufhin gewann ihn der Marketeer Troy James für die Viralwerbekampagne eines Internetauktionshauses für Silber. Max Keisers Gesicht und Kampagne wurde auf Silbermünzen geprägt. Die Nachfrage nach diesen Keiser-Münzen wurde nicht problemlos bedient, die Gründer von BidBullion.com gaben daher das operative Geschäft an die Urheber-Marketingfirmen Catalyst X Media und Black Creek Media ab.